# Ceranesi
Ceranesi (en ligur Çiànexi o Çiannexi) és un municipi italià, situat a la regió de la Ligúria i a la ciutat metropolitana de Gènova. El 2011 tenia 3.997 habitants. Limita amb les comunes de Bosio, Campomorone i Gènova.

## Geografia
Situat a l'alta vall Polcevera, al nord de Gènova, compta amb una superfície de 30,7 km² i les frazioni de Geo, Livellato, San Martino di Paravanico i Torbi.
Al capdamunt del mont Figogna (804 msnm) hi ha el Santuari de Nostra Senyora de la Guàrdia, punt d'arribada d'una etapa del Giro d'Itàlia de 2007.